# Rollin Arthur Harris

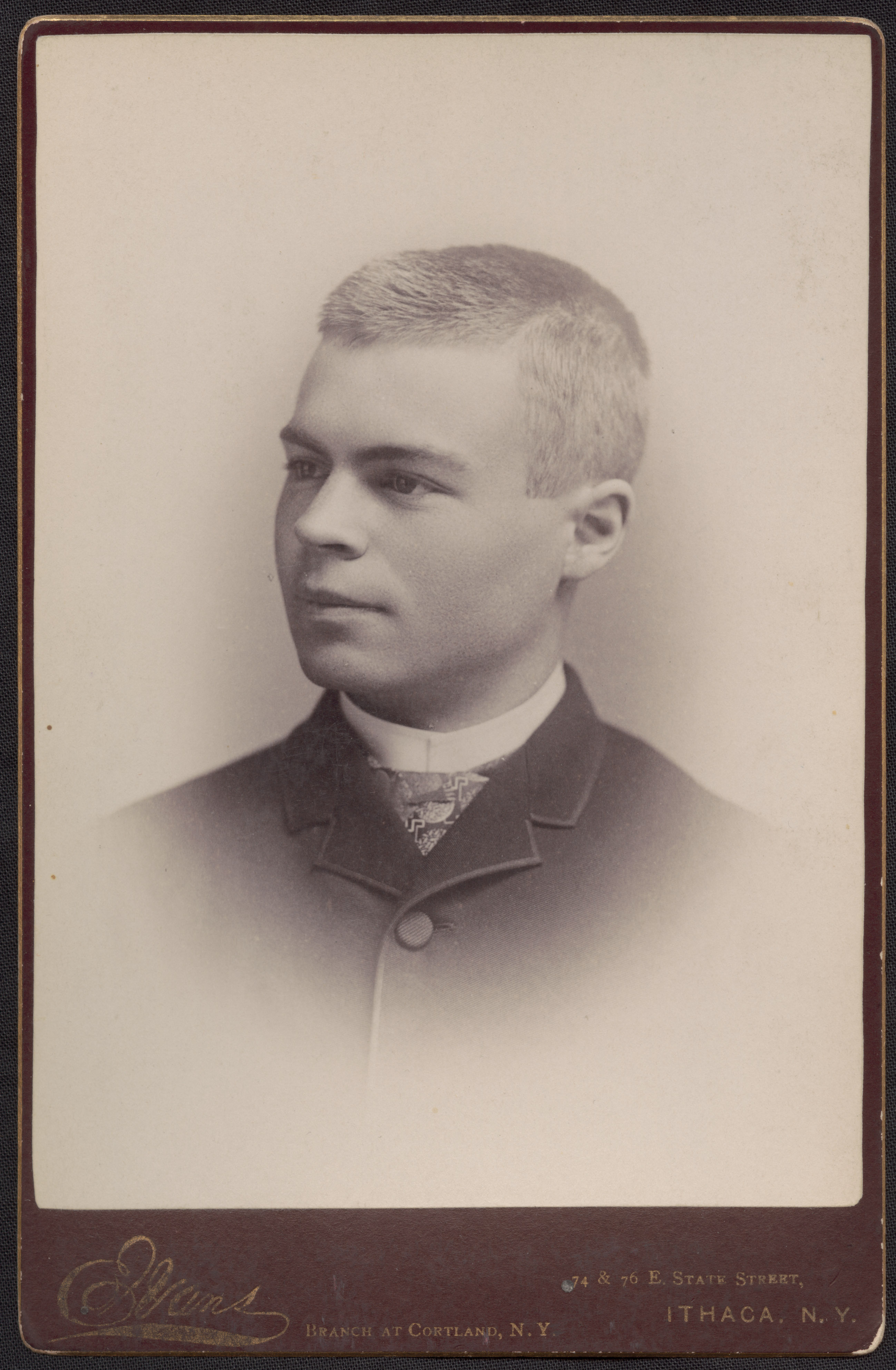
Rollin Arthur Harris 1885

Rollin Arthur Harris (* 18. April 1863 in Randolph, New York; † 20. Januar 1918 in Washington, D.C.) war ein US-amerikanischer Ozeanograf. Er beschäftigte sich vor allem mit der Natur der Gezeiten.

## Leben
Harris ging in Jamestown zur Schule und studierte ab 1881 Mathematik und Physik an der Cornell University, wo er 1888 promovierte (Ph.D.). Anschließend arbeitete er als Fellow für Mathematik an der Clark University in Worcester, Massachusetts. 1890 wechselte er zur Gezeitenabteilung des U.S. Coast and Geodetic Survey. Von 1895 bis 1907 fasste er das Wissen über die Gezeiten in einem sechsbändigen Werk zusammen, dem Manual of Tides.
Gemeinsam mit E. G. Fischer konstruierte Harris von 1894 bis 1910 eine Gezeitenrechenmaschine. Sie ersetzte 1912 die seit 1884 arbeitende Maschine von William Ferrel und war bis 1966 in Betrieb.
Seine Beschäftigung mit den Meeresströmungen und Gezeiten im Arktischen Ozean führte ihn zu der Hypothese, dass im Gebiet zwischen der Bennett-Insel, der Banks-Insel und dem Nordpol eine noch unentdeckte Landmasse mit einer Fläche von etwa 1,3 Millionen km² liegt. Die Frage der Existenz von „Harris Land“ blieb ungeklärt bis Hubert Wilkins 1937 große Teile des fraglichen Gebiets auf der Suche nach dem vermissten Sigismund Lewanewski überflog und bewies, dass es nördlich von Nordamerika kein weiteres Land gibt.

## Familiäres
Rollin Harris war das dritte von sechs Kindern und der älteste Sohn von Francis Eugene Harris (1830–1890) und Lydia Helen Crandall Harris (1831–1918). Der Paläontologe Gilbert Dennison Harris war sein Bruder. Rollin Harris war seit 1890 mit Emily Doty Harris (1861–1934) verheiratet.

## Werke
- Manual of Tides. Parts I–VI, U.S. Coast and Geodetic Survey Reports, Washington 1895–1907.
- On the Feasibility of Measuring Tides and Currents at Sea. In: Science. Band 19, Nr. 487, 29. April 1904, S. 704–707, doi:10.1126/science.19.487.704.
- Some Indications of Land in the Vicinity of the North Pole. In: National Geographic Magazine. Band 15, 1904, S. 255–261 (archive.org).
- Arctic Tides. U.S. Coast and Geodetic Survey, Washington 1911 (eingeschränkte Vorschau in der Google-Buchsuche).